# Marsopa de Dall
La marsopa de Dall (Phocoenoides dalli) és una espècie de marsopa que rebé atenció d'arreu del món a la dècada del 1970. Es revelà per primer cop al públic que palangres de pesca de salmó mataven milers de marsopes de Dall i altres cetacis cada any, capturant-los accidentalment.
És l'únic membre del gènere Phocoenoides. Fou anomenada en honor del naturalista estatunidenc William Healey Dall.